# كريستينا بدر
كريستينا بدر هي متزلجة جماعية روسية، ولدت في 10 نوفمبر 1981 في أنجرين في أوزبكستان.

## وصلات خارجية
- كريستينا بدر على موقع أوليمبيديا (الإنجليزية)